# 한강 무흘강도지
한강 무흘강도지(寒岡 武屹講道址)는 대한민국 경상북도 김천시 증산면 평촌리에 있는, 武屹九曲 중 제7곡 滿月潭과 제8곡 臥龍巖 사이에 있는 武屹精舍의 옛 터이다. 2011년 12월 22일 경상북도의 기념물 제168호로 지정되었다.

## 개요
무흘강도지는 武屹九曲 중 제7곡 滿月潭과 제8곡 臥龍巖 사이에 있는 武屹精舍의 옛 터이다. 寒岡 鄭逑(1543～1620)가 1604년(선조 37)에 처음 터를 잡았고, 인근 청암사에 기거하면서 직접 공사를 지휘하였다고 한다. 한강 선생은 이곳에 머무르면서 수많은 저술활동을 하였고 주자학에 심취하여 무흘구곡을 경영하면서 樂齋 徐思遠, 梅窩 崔轔 등 많은 제자들을 양성하였다.
이처럼 무흘강도지는 무흘구곡 가운데서도 한강이 직접 거주하며 강학한 핵심적 공간이었으며, 이는 『寒岡言行錄』,『磊軒集』등 여러 관련자료를 통해 확인된다. 그리고 조선 후기부터 근세에 이르기까지 많은 학자들이 왕래하며 공부한 중요한 역사 문화의 터전이었다. 이와 더불어 한강 정구가 차지하는 역사적인 비중과 무흘구곡의 수려한 주변 경관 등을 고려하여 記念物로 지정한다.

## 참고 문헌
- 한강 무흘강도지 - 국가유산청 국가유산포털